# Шакра (фильм)
«Ша́кра» (англ. Sakra, иер. трад. 天龍八部之喬峯傳, упр. 天龙八部之乔峯传, кант.-рус.: Тхинь лун пат поу чи Кхиу Фун чхюнь, палл.: Тянь лун ба бу чжи Цяо Фэн чуань) — приключенческий боевик 2023 года с Донни Йеном в главной роли, который также выступил режиссёром и продюсером совместно с Вон Чином. Фильм основан на романе Цзинь Юна в жанре уся «Восемь рас небесных драконов».

## Сюжет
Киданьский малыш Цяо Фэн теряет своих родителей и отправляется на воспитание паре из империи Сун, находящейся в состоянии войны с киданьским государством Ляо. Фэн вырастает и становится могущественным главой секты нищих, используя свои навыки в боевых искусствах. Однако его обвиняет в убийстве заместителя начальника Ма Даюаня жена покойного Кан Мин, и его выгоняют из секты, узнав, что тот из киданей. Вскоре Фэна также обвиняют в убийстве родителей и Сюаньку, одного из старейшин секты, когда тот находит их трупы; после убийства последнего завязывается драка между обвиняемым и сектой. Он сбегает, спасая прислугу Мужуна Ачжу, которой было приказано украсть трактат секты Ицзиньцзин.
Из-за тяжёлого ранения Ачжу, Цяо Фэн доставляет её на лечение к доктору Сюэ Мухуа, и по пути они сближаются. Однако, как только пара прибывает в поместье Собрания Героев, им отказывают; чтобы доказать своё намерение спасти Ачжу, Фэн решает пожертвовать собой. После того, как Фэн выпивает с членами секты нищих, чтобы окончательно разорвать отношения, начинается схватка. Ближе к концу битвы раненого Фэна спасает таинственный человек, который убивает большинство противников.
Сюэ Мухуа спасает Ачжу и намеревается оставить её у себя, пока Фэн не вернётся. В конце концов Ачжу сбегает, сжигая при этом все лекарства и медицинские принадлежности Сюэ Мухуа. Тем временем Цяо Фэн начинает сомневаться в своей морали и происхождении после убийства солдат Сун ради спасения киданьских граждан во время песчаной бури. Цяо Фэн и Ачжу вскоре воссоединяются, признаваясь в своей любви друг к другу. Цяо Фэн, которого когда-то стали называть Цяо Фэном, чтобы скрыть его истинное происхождение, начинает искать «главного большого брата», ответственного за организацию засады, в которой погибли его родители, когда он был младенцем. Ачжу действует от лица Бай Шицзина, настоящего убийцы Ма Даюаня, и разговаривает с Кан Мин, являющейся его сообщником. Видя сквозь маскировку Ачжу, она лжёт, говоря ей, что император государства Дали Дуань Чжэнчунь и является «главным большим братом».
Цяо Фэн и Ачжу направляются к Зеркальному озеру, где узнают, что он зачал нескольких детей от нескольких жён, причём Ачжу — одна из детей. Узнав об этом, Ачжу не даёт Цяо Фэну убить Дуань Чжэнчуня, замаскировавшись под него, в результате чего Фэн непреднамеренно убивает её. Оплакивая смерть Ачжу, Дуань Чжэнчунь сообщает Фэну, что он не «главный большой брат».
Цяо Фэн, которого в конечном итоге сопровождает сестра убитой Ацзы, противостоит Бай Шицзину и Кан Мин. Вскоре появлется глава семьи Мужун, Мужун Фу, со своей армией, убивая Бай Шидзина и Кан Мин. Фэн сражается с Мужун Фу, а Ацзиы отбивается от других его бойцов. В какой-то момент битвы Фэн почти теряет сознание, но ему удаётся встать и победить противника, вспомнив свои юношеские учения о Будде. Когда битва окончена, Ази и прибывающие члены секты нищих смотрят, как Цяо Фэн уезжает. После битвы Ацзы и прибывшие члены секты наблюдают уход Фэна.
Некоторое время спустя Фэн живёт мирной жизнью, занимается выпасом скота, как они хотели вместе с Ачжу.
Мужун Фу приводит к жизни его отец, Мужун Бо. Мурон Бо навещает Сяо Юаньшаня, биологического отца Цяо Фэна, который пережил нападение «главного большого брата», бросил Цяо Фэна, убил его приёмных родителей и Сюаньку и спас Фэна от смерти в поместье Собрания Героев.

## В ролях
| Актёр        | Роль                   |
| ------------ | ---------------------- |
| Донни Йен    | Цяо Фэн / Сяо Юаньшань |
| У Юэ         | Мужун Фу               |
| Чэнь Юйци    | Ачжу                   |
| Ция Лю       | Ацзы                   |
| Вай Инхун    | Жуань Синчжу           |
| Чён Сиуфай   | Дуань Чжэнчунь         |
| Вон Куаньхин | госпожа Ма             |
| Ду Юймин     | Бай Шицзин             |
| Лёй Лёнвай   | Мужун Бо               |
| Чхёй Сиумин  | Цзю Мочжи              |
| Сюй Сяндун   | Сюань Нань             |
| Юй Кан       | Ю Цзюй                 |
| Чжао Хуавэй  | Дуань Юй               |
| Ху Жань      | жена Цяо Юаньшаня      |
| Цай Сянъюй   | Аби                    |

## Критика
На сайте-агрегаторе рецензий Rotten Tomatoes у фильма 67 % положительных отзывов кинокритиков на основе 18 рецензий со средней оценкой 6,10 из 10, при этом общий зрительский рейтинг составляет 58 % и оценку 3,5 из 5.
Борис Хохлов из hkcinema.ru оценил картину в 7,5 баллов из 10 и назвал её замечательным уся-боевиком, который, по его мнению, сравним с лучшими работами Донни Йена нового столетия.